# Carampa
Carampa o San Isidro de Carampa es un centro poblado pertenece al distrito de Alcamenca, provincia de Víctor Fajardo en la región de Ayacucho. Limita al norte con río pampas de 
la provincia de Cangallo, al este con la comunidad de Unya, Patallaccta y Huambo del mismo distrito de Alcamenca, al sur con   distrito de Carapo de la provincia de Huancasancos y el distrito de Huamanquiquia de la provincia de Víctor Fajardo y al oeste con la con la comunidad de Patara del distrito de Huamanquiquia y el río Caracha de la misma provincia de Víctor Fajardo

.

## Geografía

### Localización
El pueblo de San Isidro de Carampa está situado en la parte sur de la capital del departamento de Ayacucho, al noroeste de la capital de la provincia de Víctor Fajardo y al oeste del distrito de Alcamenca.

### Límites
Por el norte, con el río Pampas. Por el este, con la quebrada Paarahuana Huaycco hasta Ampo Orcco, por el sur, con cordillera Toma, cerro Ccatun Pampa, Cerro Taulli, Quebrada de Patara hasta el río Caracha y el oeste con el río Caracha hasta la unión con el río Pampas en el lugar llamado Collobamba.

### División política
La comunidad de San Isidro de Carampa pertenece al distrito de Alcamenca y se encuentra a una distancia de 30 km. de la capital del distrito. El distrito de Alcamenca además cuenta con los siguientes centro poblados: Patallaqta, Huambo, Mirata, Santa Rosa, Iqallo, Crampa, Unya, Patará, llancara y otros.

## Aspectos morfológicos
Conforme al surgimiento, organización, desarrollo y esplendor de los pueblos, también en la comunidad de Carampa también se han formado paulatinamente y sobre la base de la evolución de la naturaleza, diferentes seres orgánicos sean de pequeño, mediano o gran estatura ya sea en reino animal, vegetal, en la superficie de la tierra o en la parte acuática. Muchos de los animales surgieron en condiciones de silvestre, pero algunos de estos animales han sido domesticados por el hombre por su utilidad ya sea para el trabajo, para la alimentación o para la industria, sin embargo, muchos de los animales aún se hallan como silvestres o como acuáticos, pero están protegidos por las leyes especiales por su valor y especie. gracias a este amparo, continúan multiplicándose, por tal motivo, morfológicamente, esta zona y sus comunidades que integran son ricos en los reinos animal, vegetal y mineral.

## Hidrografía
El pueblo de San Isidro de Carampa, cuenta principalmente con 2 ríos llamados Caracha o Qaracha (afluente o  tributario) y el Pampas. El caudal es variable, aumenta en época de lluvias, por lo cual desarrolla mucha escorrentia. El río Caracha nace en las punas de la provincia de Huancasancos y recorre hacia al Norte hasta unirse con el río Pampas. El río pampas nace de la laguna de Choclococha en el departamento de Huancavelica, recorre transversalmente al Departamento de Ayacucho de Oeste a Este, constituyendo uno de los ríos más importantes a nivel de a región, pero lo que resalta su recorrido serpenteante es que en sus márgenes se encuentran muchos pueblos, valles, biodiversidad de flora y fauna, y sobretodo atractivos naturales para el turismo, como también posee campos idóneos para el desarrollo de la agricultura. Además, de estos 2 ríos, existen riachuelos como de Carampa, río Llancara y entre otros. El río Caracha y el río Pampas durante su recorrido se extiende a lo largo de los distritos de Sarhua, Huamanquiquia, Pomabamba (María Parado de Bellido) este último pertenece a la provincia de Cangallo. En ambas márgenes existen grandes y pequeños valles que son aptos para el cultivo de plantas frutales, cereales, tubérculos, planta industriales, medicinales, etc.; que en la actualidad sirven como sustento de los pobladores que viven en dichas zonas,  algunos de sus excedentes lo dedican para sus actividades comerciales, cuyo intercambio lo realizan permiten un medio de sustento y civilización del poblador andino. Estos mismos ríos son aprovechados para el riego. También cuentan con animales acuáticos, como los peces de diferentes especies, especialmente la abundancia de la trucha, pejesapo, bagres, sardinas, etc.

## Festividades
Como toda provincia del Perú cada fiesta se celebra con efervescencia, para ello cada año uno los pobladores coge el cargo de la fiesta y es él responsable de organizarla, teniendo para ello el apoyo de sus familiares y de la población, preparando con anticipación las diferentes actividades para la víspera y día central entre ello la famosa chicha de jora.

### Carnavales

#### San Isidro Labrador (patrón del pueblo)
Celebración en honor al Santo Oriundo de Madrid España, en el día principal se celebra una misa en honor al Santo Patrón, realizándose luego una procesión por la plaza del pueblo, también hay corrida de toros.

#### Agosto

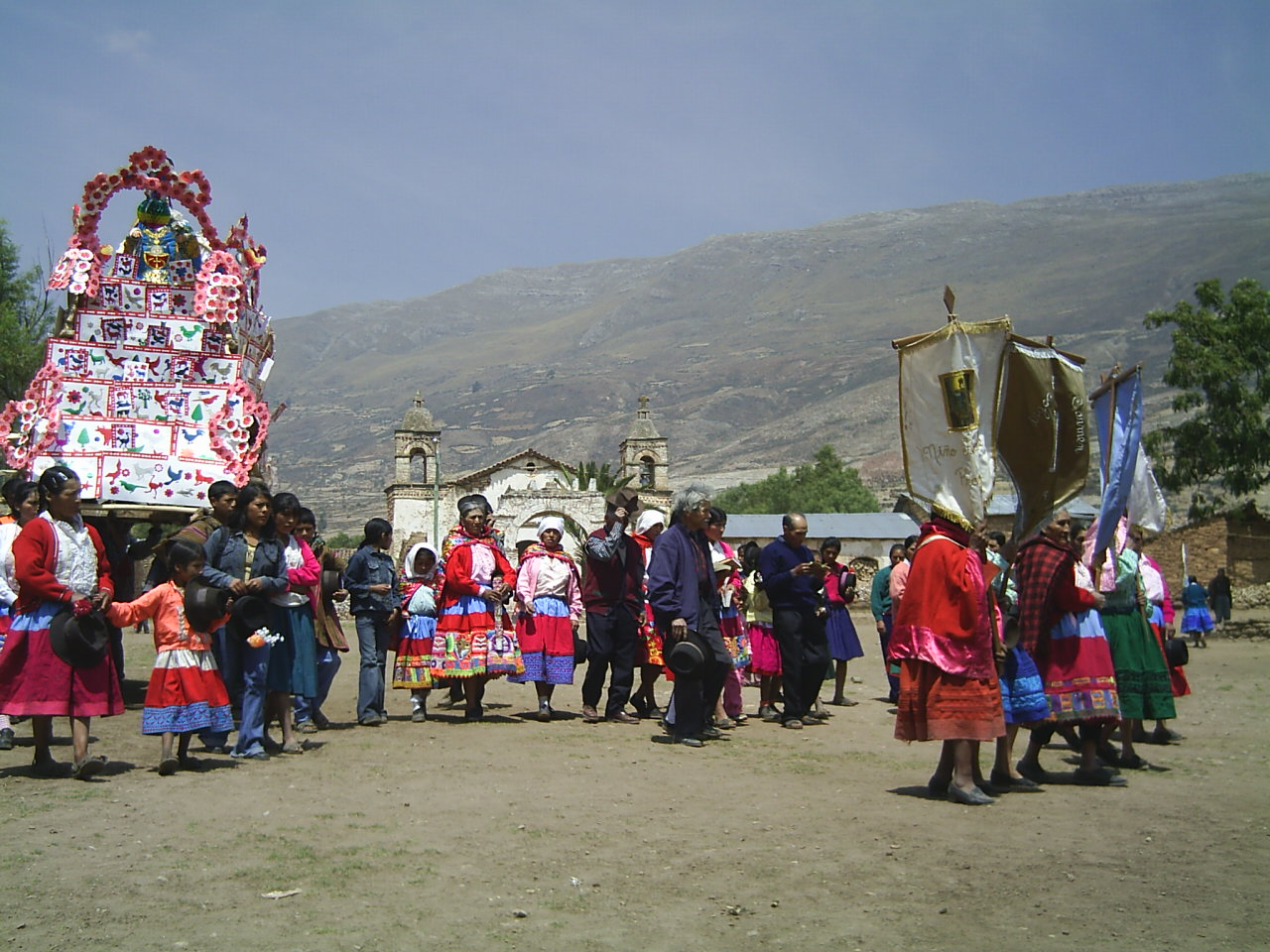
Procesión de la Virgen María en Carampa -Ayacucho.

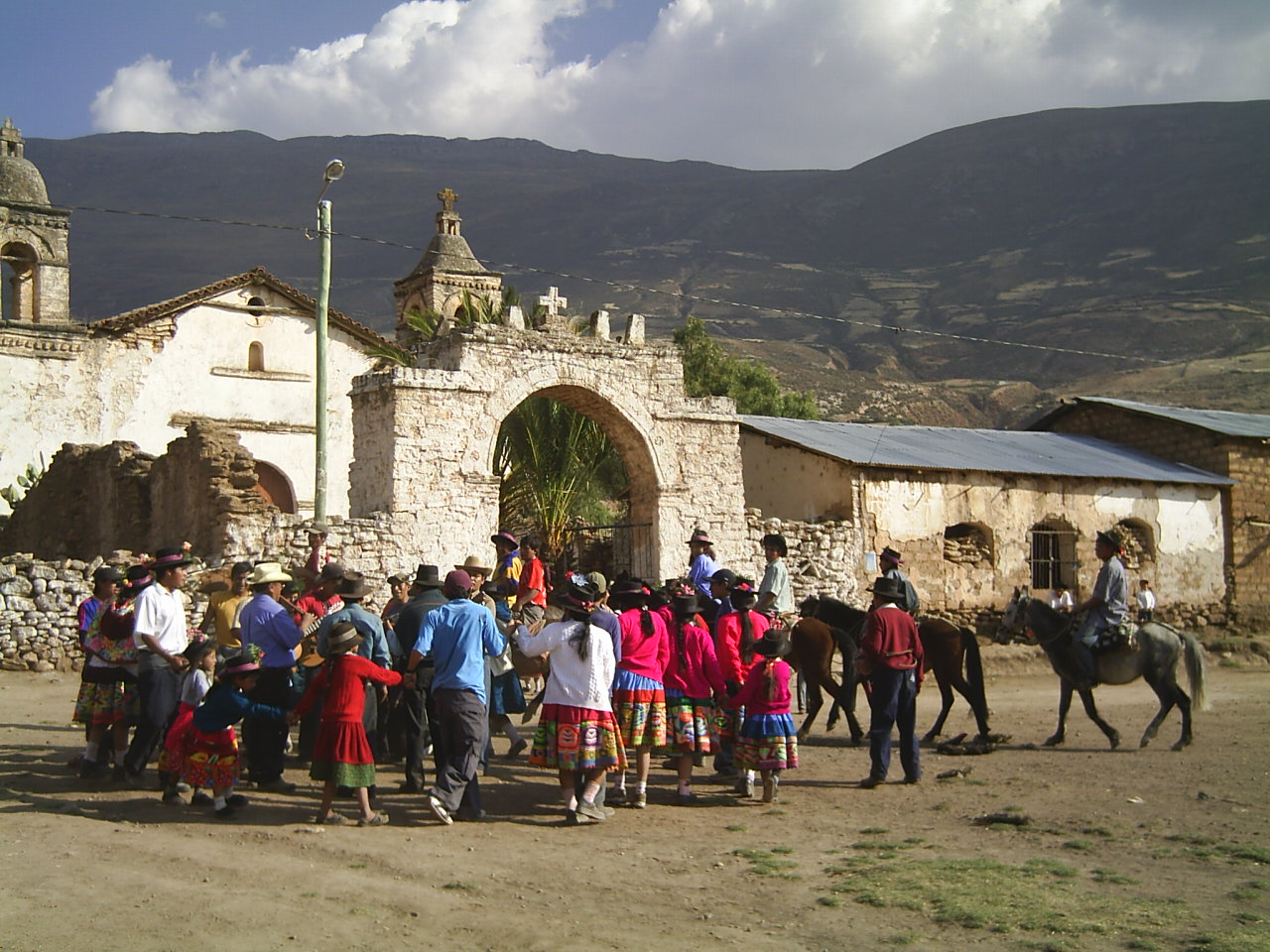
Ronda de danzas Carampina.

Festividad que se realiza del 24 al 31 de agosto. En la víspera del 24 se realiza una misa (noche) al día siguiente muy temprano comienza la procesión de la Virgen María al borde del mediodía termina para seguir después con la corrida de toros, así como rondas de danzas y en la noche del 24 comienza la fiesta que dura toda la noche. El día 25 comienza la carrera de caballos donde participan todo el que lo desea (siempre y cuando sea soltero). El día 26 comienza el campeonato de fulbito organizado por el colegio del pueblo. El resto de días continua la celebración con fiestas y jaranas hasta el día 30 de agosto.

#### Noviembre, día de todos los santos

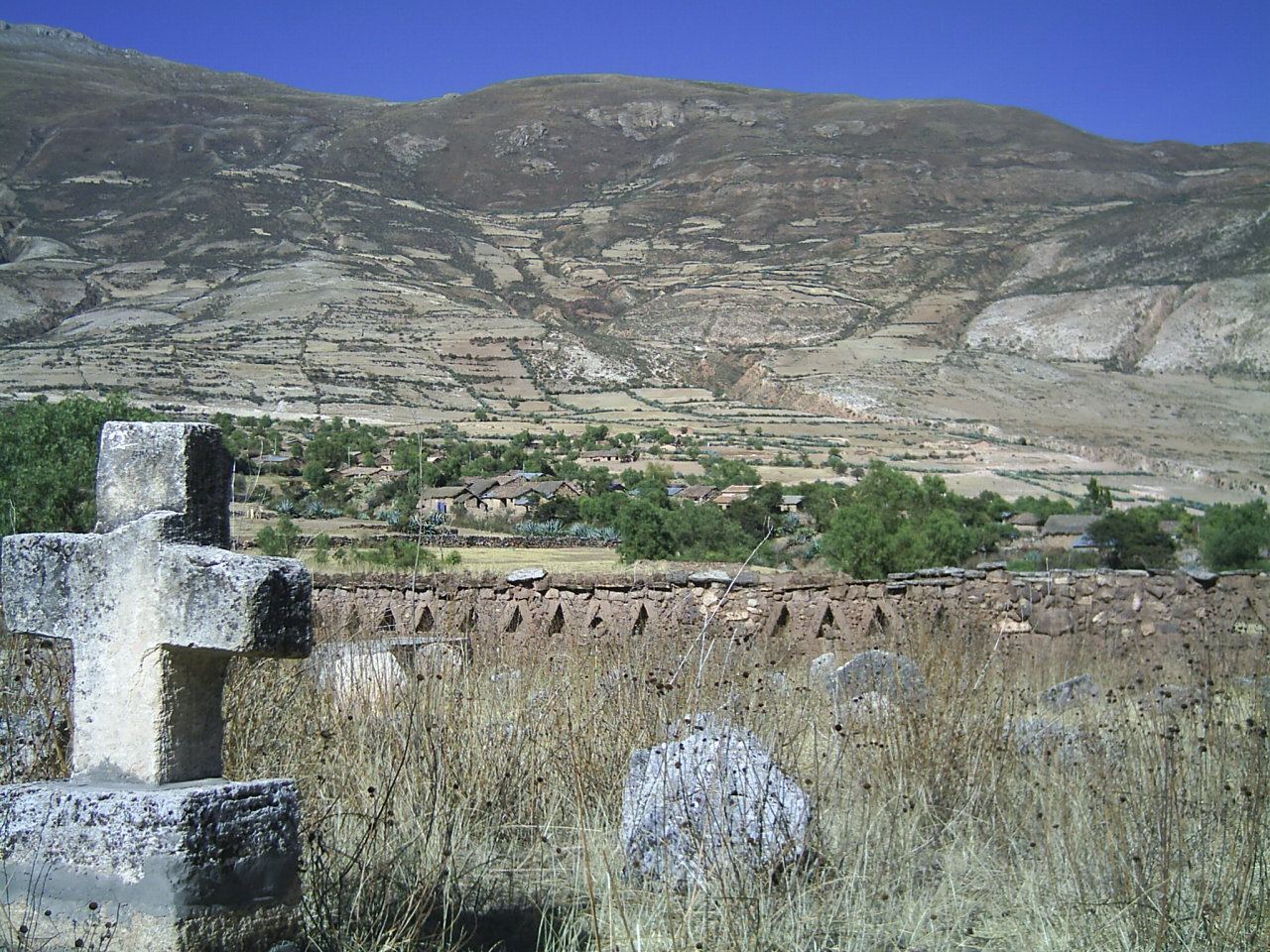
Vista del pueblo desde el Cementerio.

Esta celebración, empieza el primero de noviembre y termina el 2 de noviembre. Comienza desde muy temprano se reúnen las autoridades del pueblo en la madrugada y se escoge a unos de los muertos más antiguos y lo exhuman depositando sus restos en una especie de camilla cubierta con una tela estos restos son llevados a la iglesia en la cual se realiza la misa en la mañana luego del cual son llevados nuevamente estos restos al cementerio para luego enterrarlos definitivamente.[cita requerida] Paralelamente en el cementerio del pueblo se reúnen todos los pobladores llevando velas y diferentes víveres a los difuntos en las lápidas se realizan rezos y cánticos recordando a sus seres queridos.
Según la creencia del pueblo, las almas de los muertos regresan durante el día de los muertos para disfrutar de los altares, que son llenados de objetos que reflejan algún aspecto de la vida de la persona fallecida. En las casas de los familiares un altar (mesa) es dedicado al difunto, el cual tiene una foto del difunto, velas que son puestas al contorno de la mesa, y las flores que se le van a llevar al cementerio el siguiente día.
Las ofrendas incluyen comidas que el difunto disfrutaba cuando estaba con vida o alguna cosa con importancia para él. La costumbre es dejar las ofrendas durante toda la noche, para que el difunto pueda tener tiempo de disfrutarlas. Al siguiente día, se reza la comida o bebida que fue puesta para el muerto y una vez que la oración ha sido hecha se puede comer la comida que había sido destinada para el difunto. Después de hacer esto, al siguiente día, las familias se van a los cementerios para poner las flores en las tumbas de sus muertos. Este día, en si, es un homenaje para todos los muertos que ya no se encuentran con nosotros y es por esto que esta fecha se ve con alegría, porque hace que nos acordemos de nuestros muertos.

#### Diciembre, Navidad del niño
En la comunidad Campesina de Carampa la fiesta navideña es celebrado por los cargontes; los cargontes son conformados por todos los varayuq, los varayuq integran 14 personas aproximadamente, divididas en dos grupos, Alcalde Parte, integrado por siete personas y Regidor Parte también integrado por 7 personas(ambos grupos tienen cuatro alvacires- término usado por los pobladores de Carampa- 2 campo-varayuq de Rango superior a los alvacires- y el Cargo mayor Alcalde y regidor en cada grupo.
La celebración de la fiesta navideña inicia desde la preparación de leña de los cargontes, esta preparación es realizan cada uno de los varayuq, en una minka, en que participan todos los miembros de grupo del Regidor o puede ser también del Alcalde, en esta faena de preparación de leña también participan todo los familiares del cargonte, los familiares de parte del varón (esposo) y mujer (esposa) (preparación de leña se lleva a cabo mínimo con un mes de anticipación, para esta pueda secar con rayos del sol)
En la celebración de la fiesta navideña, todos los cargotes preparan Chicha de Ccora, la preparación, consta de un proceso y a la vez festejo, generalmente en el preparado de chicha participan los jóvenes solteros y solteras de la pueblo.
Fiesta Navideña en la comunidad de Carampa dura cinco días, los cinco días tiene su propio recurrido y festijo, rituelidad que se cumple obligatoriamente.
Primer día 22 de diciembre: Yachacuy Tuta (noche de aprendizaje del baile navideño).- 
Segundo día 23 de diciembre, visitanacuy.
Tercer día 24 de diciembre.Ccoygo Tuta (noche de competencia contraponteo, entre los bailarines varones de parte de Regidor y Alcalde)
Cuarto día 25 de diciembre, día central competencia contraponteo de bailarines mujeres de parte regidor y alcalde y también el convido plaza paicco(comida pretarado por los cargontes para el público).
Quinto día 26 de diciembre, Caramusa Punchao (visita a todos los cargontes de parte de Regidor y Alcalde, respectivamente).-

#### Bailes navideños
- Bailarines del varayuq mayor (alcalde y regidor)
- Dos guías varones y dos guías mujeres.
- Uno trasquia varón y mujer.

Bailarines del campo:
- Un Varón y Mujer.
- Bailarines del Alvacir.
- Un varón y mujer.

Bailarines extras:
- Un abuelo (en Huamanga es conocido con Machoq)
- Cuatro Huamanguinos (Alcalde y Regidor respectivamente)
- Guitarristas de los Huamaguinos.

## Modo de llegar
El pueblo de San Isidro de Carampa se ubica hacia el sur de la región de Ayacucho. Hay 125 kilómetros de distancia de Huamanga, capital del departamento, a Carampa. Esta distancia en la sierra, donde los caminos son trochas que suben y bajan cerros abruptos, esos 125 kilómetros pueden recorrerse en seis horas si uno no es conocedor de la ruta y hasta diez si es de noche. Primer punto referencial de llegada es el poblado denominado Pomabamba, que pertenece a la provincia de Cangallo, puede uno optar por quedarse y proseguir al día siguiente camino o como se realiza actualmente que es tomar una pequeña movilidad en Huamanga a primeras horas del día (6 a.m.) para hacer un recorrido hasta la 10 a. m.. dependiendo de la vía y de la movilidad. Pues bien, luego de Pomabamba debemos bajar una pendiente dando constantes vueltas para dejar atrás unas cordilleras y llegar al límite de Carampa y llegar a un punto denominado Tinkoq, donde confluyen dos ríos, el río Pampas y el río Qaracha de Huanca Sancos. Actualmente existe un puente moderno por el que atraviesan los peatones o los autos; antes generalmente se usaba un puente artesanal hecho de ichu, paja que crece en las cordilleras andinas. Finalmente se llega a Carampa a las 10 a 11 a. m..